# Tarasa hornschuchiana
Tarasa hornschuchiana är en malvaväxtart som först beskrevs av Wilhelm Gerhard Walpers, och fick sitt nu gällande namn av Antonio Krapovickas. Tarasa hornschuchiana ingår i släktet Tarasa och familjen malvaväxter. Inga underarter finns listade i Catalogue of Life.